# دييغو (لاعب كرة قدم مواليد 1986)
دييغو (بالبرتغالية: Diego Dionatas dos Santos Oliveira‏) هو لاعب كرة قدم برازيلي في مركز حراسة المرمى، ولد في 1 مايو 1986 في Valparaíso, São Paulo ‏ في البرازيل. لعب مع نادي أفاي لكرة القدم ونادي إيتوانو.

## وصلات خارجية
- دييغو (لاعب كرة قدم مواليد 1986) على موقع Soccerway.com (الإنجليزية)